# Titanic Sinclair

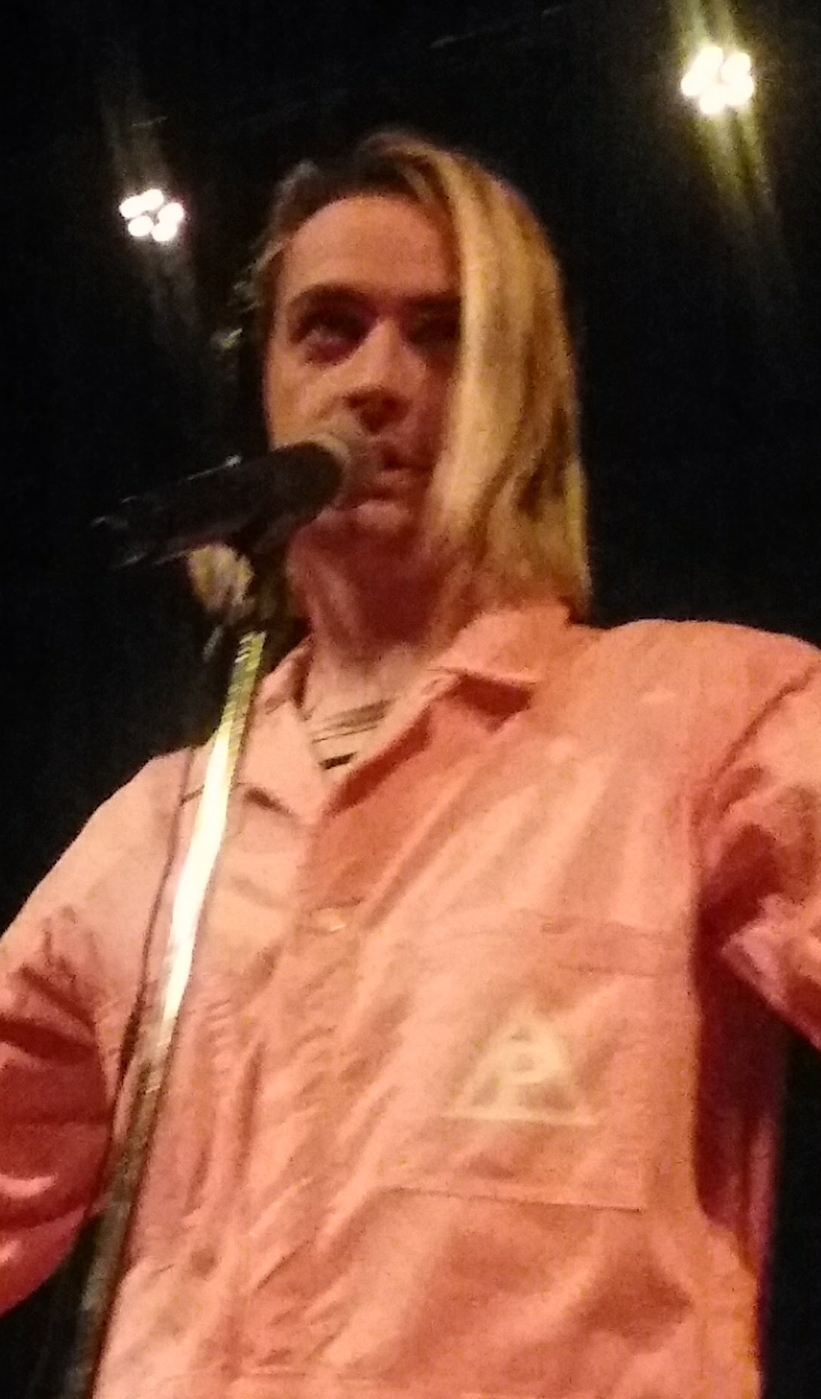
Titanic Sinclair, 2018

Titanic Sinclair (* 22. Februar 1987 in Saginaw, Michigan; bürgerlich Corey Michael Mixter) ist ein US-amerikanischer Webvideoproduzent und Singer-Songwriter aus Los Angeles. Er erlangte vor allem durch seine und Mars Argos „Computer Shows“ auf deren YouTube-Kanal grocerybagdottv und seine Zusammenarbeit mit der US-amerikanischen Sängerin Poppy Bekanntheit, mit welcher er im Jahre 2014 anfing, Musik und abstrakte Videos zu produzieren um diese auf der Videoplattform YouTube zu veröffentlichen.

## Leben
Mixter wuchs in Saginaw, Michigan auf und absolvierte dort die Saginaw High School. In einem Interview sagte er, dass er von vielen seiner Mitschüler gemieden wurde, da er sich bereits in seiner Kindheit für abstrakte Kunst interessierte. Während seiner Studienzeit führte er mit einigen Freunden einen Comedy-Kanal auf der Webseite iFunny, bis er 2007 mit seiner ehemaligen Freundin und Partnerin Brittany Sheets nach Chicago zog, um dort ihr gemeinsames Projekt zu beginnen. Brittany Sheets, auch bekannt unter ihrem Künstlernamen Mars Argo war zu dieser Zeit als Schriftstellerin und Fotografin tätig. Im Jahre 2015 trennte sich Sheets von ihm und er zog daraufhin nach Los Angeles, um sich dort anderen Projekten zu widmen.

## Karriere

### Mars Argo

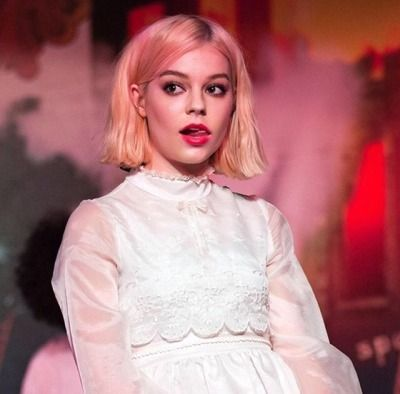
Mars Argo, 2014

Im Jahre 2007 begann Mixter alias Titanic Sinclair mit seiner ehemaligen Freundin und Partnerin Mars Argo eine Reihe von Kurzfilmen und abstrakten Sketche, sogenannte „Computer Shows“, zu drehen und auf deren YouTube-Kanal zu veröffentlichen. Diese befassen sich vor allem mit Themen wie dem Internet und der modernen Popkultur. 2009 gründeten sie die Band „Mars Argo“. Ursprünglich hatten sie nicht vor, eigene Musik zu schreiben, jedoch kamen sie letztendlich zu diesem Entschluss, da die Musik, mit welcher sie ihre YouTube-Videos unterlegten, urheberrechtlich geschützt war. Laut Sinclair war die Band Radiohead eine weitere Inspiration, eigene Songs zu schreiben und schließlich auch zu veröffentlichen. Der Musik-Nachrichten-Sender Wondering Sound beschrieb die Band Mars Argo als „Pop gepaart mit Alternative“, da ihre Musik tatsächlich einige Elemente unterschiedlicher Genres aufweist. Das Duo veröffentlichte im Jahre 2009 sein erstes Album „Technology Is A Dead Bird“. Zwei Jahre später folgte die nächste EP, „Linden Place“, welche unter anderem auch die Single „Using You“ beinhaltet. Das offizielle Musikvideo zu dieser ist zurzeit Mars Argos meistaufgerufenes Video auf ihrem YouTube-Kanal.
Im Jahre 2015 verkündete Titanic Sinclair auf Twitter, dass die Band aufgrund persönlicher Differenzen aufgelöst wird. Daraufhin wurden fast alle Videos auf ihrem YouTube-Kanal gelöscht.

### Poppy
2014 lernte Sinclair die US-Amerikanerin Moriah Pereira kennen, mit welcher er noch im selben Jahr sein neues Projekt „That Poppy“ startete, aus welchem schließlich die Figur Poppy hervorging. Sinclair produziert seitdem regelmäßig abstrakte Videos für ihren YouTube-Kanal. Diese Videos, welche stark an die „Computer Shows“ mit Mars Argo erinnern, gingen in kurzer Zeit auf der ganzen Welt viral und erregten die Aufmerksamkeit vieler großer Youtuber und Medienportale, wie beispielsweise Pewdiepie oder CelebMix. Sinclair war unter anderem auch für die Produktion von Poppys Musikvideo zu ihrer Single „Lowlife“ verantwortlich, welches mit 59,9 Millionen Aufrufen (Stand 2020) ihr populärstes YouTube-Video ist.
2019 beendete Poppy die Zusammenarbeit mit Sinclair und entfernte seinen Namen als Regisseur ihrer Videos. Zudem entfolgte sie ihm auf sämtlichen sozialen Medien.

### Solokarriere
Im Jahre 2012 veröffentlichte Sinclair sein erstes Studio-Album „Thick Jello“. Zwei Jahre später folgte sein zweites Album „I have Teeth“. Bislang veröffentlichte er drei Singles, unter anderem auch die Single „Trust Fund“. Das dazugehörige Musikvideo ist zurzeit das meistaufgerufene Video auf seinem YouTube-Kanal. Er selbst beschreibt seine Solowerke als Alternative Rock mit Pop-Einflüssen.
Sinclair führte bei zahlreichen Musikvideos berühmter Künstler Regie, wie beispielsweise Poppy, BØRNS und Knox Hamilton. Unter anderem zählt er den US-amerikanischen Schauspieler Matt Bennett zu seinem Freundeskreis. Für diesen produzierte er ebenfalls eine Reihe von Sketche im Stil von Poppys Videos.

## Filmografie
- Stepdad - My Leather, My Fur, My Nails (Official Video) (2010)
- Mars Argo - Runaway, Runaway (Official) (2013)
- BØRNS - Electric Love (Acoustic) ft. Zella Day (2014)
- That Poppy - Lowlife (2015)
- BØRNS - 10,000 Emerald Pools (2015)
- Mars Argo - Using You (Official) (2015)
- Titanic Sinclair - Trust Fund (Official Video) (2015)
- Knox Hamilton - Washed Up Together (2016)
- Everyone Dies - Matt Bennett (2016)

## Diskografie

### Alben
- Technology Is A Dead Bird (2009)
- Internet Sessions (2010)
- Thick Jello (2012)
- I Have Teeth (2014)

### EPs
- Linden Place (2011)

### Singles
- Pls Don’t Forget Me (2012)
- Runaway Runaway (2012)
- Using You (2014)
- Trust Fund (2014)
- Fucking On Fire (2015)
- Losing My Mind (2016)